# Brad Turner (jégkorongozó)
Brad Turner (Kanada, Manitoba, Winnipeg, 1968. május 25. –) profi jégkorongozó.

## Karrier
Komolyabb junior karrierjét az AJHL-es Calgary Canucksban kezdte 1985–1986-ban. Ezután a University of Michiganre került, ahol 1986–1990 között volt tagja az egyetemi csapatnak. Az 1986-os NHL-drafton a Minnesota North Stars választotta ki a harmadik kör 58. helyén. A North Starsban sosem játszott. Az egyetem után az ECHL-es Richmond Renegadesben kezdte meg felnőtt pályafutását. Még ebben az évben felhívták az AHL-es Capital District Islandersbe. 1991–1992-ben játszott az AHL-es New Haven Nighthawksban, a Capital District Islandersben és felhívták az NHL-be a New York Islanders csapatába három mérkőzés erejéig. Ezután soha többet nem játszott a legfelső osztályban, azaz az NHL-ben. 1992–1993-ban csak a Capital District Islandersben játszott. A következő szezonban az AHL-es Cornwall Acesbe került, valamint a kanadai nemzeti válogatottban játszott 30 mérkőzést. 1994-ben átment Európába, a finn ligába, a TuTo Turku csapatába egy szezonra. A következő bajnoki idényben már az osztrák Wiener EV-ben szerepelt, majd 1996–1998 között a brit Manchester Stormban. 1998-ban vonult vissza.